# 노비
노비(奴婢)는 한국의 과거 신분제 사회에서 다른 사람이나 기관에 예속된 특수한 천민 계급을 가리킨다. 흔히 종이라고도 불렀으며, 노(奴)는 남자 종을, 비(婢)는 여자 종을 가리켰다. 남의 집이나 나라에 몸이 매여 대대로 천역에 종사하던 사람으로서, 관가에 예속된 이를 공노비(公奴婢), 개인에 예속된 이를 사노비(私奴婢)라고 했다. 주인집에 같이 사는 솔거노비(率居奴婢)와 주인집과 따로 사는 외거노비(外居奴婢)로 나눌 수 있는데, 외거노비는 주인과 따로 살면서 타 지역 또는 멀리 있는 주인의 땅을 관리하고 곡식과 쌀을 바쳤다.

## 기원과 역사
한반도에 원시 국가가 형성될 때부터 유사한 계급이 있었을 것이다. 고대에는 전쟁포로가 노비가 되는 경우가 많았고, 이외에 범죄를 저지르거나 채무가 있는 사람 및 그 가족이 노비가 되는 경우가 있었다. 반역, 모반에 연루된 이는 친척까지 노비로 삼아지기도 했다. 삼국시대 호족들이 전쟁포로 등을 통해 노비를 축적하자, 고려시대 광종이 호족을 견제하기 위해 이들을 해방하였다가(노비안검법) 호족의 반발로 성종 대에 되돌린 기록이 있다. 조선시대에는 신분제를 더 철저히 법제화하여 사회 안정을 꾀했으며 종모법에 의하여 그 수를 불리기도 했다.

## 조선시대의 노비

### 노비들의 삶
노비는 성씨(姓氏)를 가지지 못하고 이름만 있으며 외모도 상민과는 달리 남자는 머리를 깎았기 때문에 창적이라 부른 것은 여기에서 붙여진 이름이다.
노비는 상전이 모반 음모가 아닌 이상 어떠한 범죄를 저질렀다 하더라도 관청에 고발할 수 없으며, 상전을 관에 고해 바치는 것은 도덕적으로 강상을 짓밟는 것으로 간주되어 교살에 해당하는 중죄로 규정했다. 노비구가장조(奴婢毆家長條)에 이르기를, '만약 노비가 주인의 시키는 명령을 위범(違犯)하였으므로 법에 의거하여 형벌을 결행(決行)하다가 우연히 죽게 만든 것과 과실치사한 자는 모두 논죄하지 아니한다.'고 하였다.
“이미 속량한 노비에게 감사 선물이라는 명목으로 강제로 빼앗은 경우와 조상 선대에서 속량해 준 노비를 그 자손 대에 이르러 억지로 빼앗은 경우는 모두 ‘양민을 억눌러 천민으로 삼은 죄(壓良爲賤, 압량위천)’로 다스린다고 <속대전>에 규정했다.

### 외거 노비
주인과 같이 사는 노비는 솔거노비(率居奴婢)로 부른다. 그러나 주인의 집에 같이 살지 않는 노비도 있어 외거노비(外居奴婢)라 부른다. 지주들이 소유한 땅이 타지역 혹은 멀리 있는 지역도 나타나면서, 간혹 주인의 신뢰를 얻어 주인의 땅을 소작하고 대신 쌀과 곡식을 바치는 외거노비가 발생하였다.
외거노비가 처음 등장한 시점은 문헌에 등장하지 않으나, 성종때에는 이미 외거노비들이 존재한 일이 조선왕조실록 등에 나타난다. 기록에 이름이 전하는 외거노비로는 성종때 충청도 진천(鎭川)에 사는 노비 임복(林福), 숙종때 경상남도 산청에 살던 노비 수봉 등이 있었다.
평민으로써 범죄를 저지르지 않고, 빚이 없는데도 하인과 유사한 역(役)에 종사하며 숙식을 해결하는 이들도 있었는데, 이들은 머슴으로 불렀다. 노비와 같은 일을 하지만 신분상 노비는 아니었다.
외거노비는 재산을 소유할 수 있었고 그 때문에 스스로의 몸값을 주인에게 지불하면 노비에서 해방되어 양민으로 신분이 전환될 수 있었다.

### 신분의 계승
일천즉천에 의해 한쪽 부모가 노비일 경우 자녀도 노비가 되었다. 고려시대 천자수모법에 의해 노비끼리 혼인한 경우 어머니의 주인이 자녀의 소유권을 가졌다. 조선 후기 노비종모법에 의해 어머니의 신분을 따랐다. 아버지 신분과 무관하게 어머니가 양인인 경우 자녀도 양인이 되었고, 어머니가 노비라면 자녀도 노비가 되었다.

### 면천
노비가 상민으로 면천하는 방법 중에는 국가의 기득권을 위협할 만한 전쟁이나 자연재해 같은 특수한 상황에서 활약하는 방법, 나라에 큰 돈을 기부하는 방법이 있었다. 그러나 그런 사건은 일생에 여러번 있는 것이 아니었기 때문에 현실적으로 노비가 면천할 수 있는 방법은 막혀 있었던 셈이다.
다른 방법으로는 '속오군'에 지원하는 방법이 있었다. 임진왜란을 계기로 신설된 '속오군'은 병농일치제에 따라 평상시에는 농사와 무예훈련을 하다가, 유사시에는 소집되어 국가 방어에 동원되는 체제로서 부자 2대에 걸쳐 '평생동안' 군대에 복무해야 양인으로 면천종량될 수 있었다. 다만 이들에게는 국가의 물질적 급여는 없었고, 훈련 경비도 군인 스스로 조달해야 했다. 숙종 7년에는 그 수가 20만에 달하기도 했다고 한다. 노비는 반역음모를 고발하면 면천할 수 있다.
임진왜란과 정유재란, 정묘호란, 병자호란 당시 전공을 세우거나 의병으로 참전한 공로로 노비나 백정에서 면천되는 일도 발생하였다.
주인과 따로 사는 외거노비가 된 이들 중에 흉년기나 대 기근때 곡식과 재산을 바쳐서 면천, 납속하여 평민이 되거나, 한발 더 나가 양반으로 신분상승을 시도하는 사례도 있었다. 숙종 때 산청의 노비 수봉은 숙종 때의 대기근 당시 정3품 납속 통정대부의 벼슬을 사고, 그 후손들은 양반으로 신분세탁을 시도했다.
노비로서 80살이 넘게 장수할 경우에도 임금이 직접 불러서 면천시켰다. 당대의 80살이라 하면 현대의 110살 정도의 가치와 비슷할 정도로 당대와 현대의 평균 수명 차이가 상당히 심했다. 일례로 조선 영조의 경우 현대로 따지자면 100살이 훨씬 넘게 장수한 것이나 다름없다.

### 노비의 수
이 무렵(1484) 전국 호구는 100만 호에 340만 명으로 집계되어 있어 성종 때의 공노비 35만여 구는 전인구의 10분의 1에 해당된다. 또 이 때 한명회(韓明澮)는 공천 가운데 미추쇄자(未推刷者)가 10여만 구 있고, 지금 공사천구(公私賤口) 중 도망해 숨어사는 자가 100만 구라고 했다.
한영국은 1609년의 울산부 호적에서 인구의 47%가 노비임을 확인하였다. 노진영은 1606년의 산음현 호적에서 41.%, 1630년의 동 호적에서 34.5%, 한기범은 1606년의 단성현 호적에서 무려 64.4%에 달하는 비중을 확인하였다. 일찍이 사방박이 1690년의 대구부 호적을 통해 확인한 노비의 비중은 44.3%이다.
노비의 도망률에 관한 정보는 앞서 소개한 한명회의 이야기가 최초이다. 1484년 당시 그는 공노비 총 45만 가운데 10만, 22%가 도망 중이라고 하였다. 1528년 경상도 안동부 주촌의 이씨 양반가의 호적에서 노비는 총 51명, 그 가운데 1/3인 17명이 도망 중이었다. 1606년 단성현에서 노비의 도망률은 무려 51%이다. 노비들이 주인의 수탈 혹은 학대를 피해 도망을 많이 하고 있음을 알 수 있다.

### 도망 노비
혹사에 못 견디어 도망했을 경우, 1049년(문종 3)에 제정된 법에 따라 3회 도망했을 때 자자형(刺字刑)을 가해 주인에게 돌려주도록 했다. 이와 같이 사노비의 주인에 대한 복종은 거의 절대적이었다.
<경국대전>에 이르기를, 도망노비를 검거하지 못한 관리와 이를 알고도 소관인(所管人)에게 알리지 않은 자와 이웃은 제서위율(制書違律 : 법을 어기는 일)로 논죄하며, 만약 도망해 중(승려)이 된 자는 장 100을 때린 뒤 주변 작은 읍의 노비로 삼고, 스승 되는 중은 제서위율로 논죄한 뒤 환속시켜 충역한다. 도망한 노비를 고하면 매 4구 중 1구는 상으로 준다. 고역을 피해 일이 적은 곳으로 가려 한 자와 관리로서 청탁을 받아 옮기도록 협조한 자는 장 100을 때리고 도(徒) 3년에 처한다. 선상하지 않은 자는 장 80을 때리고 추후에 입역하도록 한다. 허나 노비가 도망간 것에 대해 그만한 이유가 있다면(예를 들어 살해의 위협 또는 폭행) 그 노비의 주인이 처벌받기도 하였다.(조선왕조실록 세종과 세조편)

### 신분 상승
노비는 과거 시험 응시가 일부 제한되었다. 조선시대 노비로 태어났으나 양반으로 신분을 위조하여 과거에 급제하였지만, 신분이 들통난 뒤 처벌당한 사건이 있다.
노비 이만강(李萬江)은 전의현 관청의 노비였다. 아버지는 전의현 아전이고, 어머니는 노비였다. 동생은 이주영(李朱英)이다. 어려서부터 같은 마을에 사는 선비 신후삼에게 글을 배웠다. 그러던 어느 날 저녁, 신후삼에게 “어느 마을 어떤 집에 의지할 데 없이 홀로 살고 있는 처자가 있는데 그 처자와 결혼하고 싶습니다.”라고 말하였다. 그 집은 화를 입어 모두 죽고 처자만 살아남았는데 혼기를 놓쳐 결혼하지 못하고 있었다. 신후삼은 그 처자와 고향이 같아 그 사실을 잘 알고 있었다. 신후삼은 크게 노하여 “천한 주제에 어찌 감히 그런 말을 하느냐? 이제부터 내 집에 발도 들이지 말라!”고 꾸짖었다. 이후 이만강(李萬江)은 도망하여 떠돌다가 영월에 정착하고 호장의 딸과 결혼하였다. 그는 이곳에서 이름을 엄택주(嚴宅周)로 고친 후 엄흥도(嚴興道)의 후예로 행세하며 영월 엄씨 양반으로 출신을 위조했다. 그리고 마침내 1719년에 증광 생원시에, 1725년에 증광 문과에 전체 15위로 급제하였다. 당시 급제한 사람이 44명이니 그의 성적은 꽤 뛰어났던 셈이다. 그는 급제 후 연일현감이 되었고, 1740년(영조 16)에는 제주에서 판관 벼슬을 한 것으로 보아 15년 이상 관직생활을 했던 것 같다. 벼슬을 그만둔 뒤에는 태백산 기슭 궁벽한 곳에 거주하며 향촌 사람들을 가르쳤다.
그러나 1745년(영조 21)에 그가 영월 엄씨 가문의 양반이 아닌 이만강(李萬江)이라는 이름을 가진 노비라는 것이 발각되었고, 또한 과거에 급제한 이후 신분을 숨기기 위해 부친의 묘에 성묘를 하지 않았다는 사실이 추가적으로 밝혀졌다. 그 결과 강상(綱常)의 윤리를 무너트렸다는 내용으로 탄핵을 당하였고, 이후 흑산도(黑山島)로 유배되었다. 또한 그의 과거 급제 사실도 삭제되었다. 그의 거짓 이름인 엄택주(嚴宅周)도 본래 노비의 이름인 이만강(李萬江)으로 환원되었다.
1746년 5월, 지평 이진의(李鎭儀)가 올린 상소가 올라왔다. “죄인 이만강(李萬江)이 멋대로 섬을 떠나 서울을 왕래한 일은 매우 무엄한 짓이니, 당연히 체포하여 엄히 처벌해야 한다.”는 내용이었다. 그 결과 형신(刑訊)이 가해졌다. 1755년(영조 31)에 윤지(尹志)가 노론(老論) 일당에 불만을 품고, 조정의 정책을 비방하는 문서를 작성하여 괘서한 사건이 발생하였다. 이후 관련자들이 모두 체포되어 국문(鞠問)을 받았는데, 임국훈(林國薰)의 공초 중 이만강(李萬江)이 윤지와 서신을 왕래하였다는 내용이 기술되어 투옥되었고, 심문을 받았다. 실록의 기록에 의하면 “죄인 이만강이 물고(物故)되었다”고 한다. 즉 고문을 받다가 죽은 것이다.

#### 사례
노비 출신으로 태어났으나 출세한 경우도 있다.
- 고려 고종 45년 최의가 집안 노비인 이공주를 낭장으로 삼았다. 옛 법제에 노비는 비록 큰 공이 있어도 관직을 제수하지는 않게 되어 있다. 그런데 최항이 집정해서는 안심을 얻고자 집안 노비인 '이공주'와 '최양백', '김인준'을 별장으로 삼았고, 섭장수는 교위로 삼았다.

- 정충신(鄭忠信)은 전라도 나주에서 아전과 계집종 사이의 노비로 태어났다. 조선시대 법규상 어머니가 종이면 아들도 종의 신분을 세습받았다. 정충신은 임진왜란 당시 권율을 따라 종군하다가, 16세의 나이에 왜군의 포위를 뚫고 의주까지 가서 권율의 장계를 선조임금에게 올렸다. 이러한 의기를 기려 백사 이항복이 그에게 충신이라는 이름을 지어 주었고 선조 임금은 정충신을 노비에서 면천을 시켜주었다. 이후 무과에 급제한 뒤 1621년 만포첨사(滿浦僉使)로 국경을 수비하고, 1623년 안주목사 겸 바어사가 되었다.  이때 명을 받고 여진족 진에 들어가 여러 추장을 만나기도 하였다. 1623년(인조 1) 안주목사로 방어사를 겸임하고, 다음해 이괄(李适)의 난 때에는 도원수 장만(張晩)의 휘하에서 전부대장(前部大將)으로 이괄의 군사를 황주와 서울 안산(鞍山)에서 무찔러서 진무공신(振武功臣) 1등으로 금남군(錦南君)에 봉하여졌다. 이괄과 친분이 두터웠던 그가 이괄의 난이 일어났을 때 자신의 결백을 나타내기 위하여 성을 버리고 달아나 문회(文晦) 등의 고발로 체포되었으나 은혜를 입고 풀려났다. 1627년 정묘호란 때에는 부원수를 지냈고, 1633년 조정에서 후금(後金:淸)에 대한 세폐의 증가에 반대하여 후금과의 단교를 위하여 사신을 보내게 되자 김시양(金時讓)과 함께 이를 반대하여 당진에 유배되었다가 다시 장연으로 이배되었고, 곧 풀려나와 이듬해 포도대장·경상도병마절도사를 지냈다. 철저한 신분제 사회에서 본인의 의지와 노력으로, 천시받는 노비의 신분에서 만인의 추앙을 받는 위인이 된 입지전적인 인물이라는 점에서 재조명될 필요가 있다.[6]

### 노비의 이름
성씨와 족보는 고려시대 이후 지배계층의 전유물이었다. 중국의 성씨제도를 수용한 한국에서는 고려 초기부터 지배층에게 성이 보급되면서 성은 부계혈통을 표시하고 명은 개인의 이름을 가리키게 되었다.
다만 아버지가 양반이라고 하더라도 어머니가 노비라면 어머니의 신분을 따라 노비가 되기 때문에 성씨를 가진 경우라도 첩의 자식인 서얼은 모계 신분을 따라 노비가 되는 경우가 있다.
한편 조선후기 신분 해방 전까지 인구 절반은 성씨 없이 지냈다.
1909년에 작성된 『민적통계표』에 의하면 실제 양반의 숫자는 양반이 제일 많은 서울에서 조차 2.1%에 불과할 뿐이다.
조선 후기 신분제가 문란해지면서 상민과 노비들이 부역을 면제받기 위해 족보를 위조하는 일이 허다했다. 고려 초기에는 가계를 기록한 보첩이 없었다. 따라서 향리에서 힘을 갖게 된 집안이나 신흥 문벌들은 자신의 조상을 얼마든지 바꾸고 이어붙이는 것이 가능했던 것이다. 한 예로, 17세기 말 경상도에 살았던 노비의 후손들은 다수가 김해 김씨(2020년 10,870,530명), 경주 김씨(2020년 10,870,530명), 밀양 박씨(2020년 7,643,000명), 전주 이씨(2020년 4,430,355명), 경주 이씨(2020년 2,580,090명), 경주 최씨(2020년 1,130,890명)로 편입되기도 했다.
1894년 갑오개혁으로 종래의 신분제가 없어져 성씨의 일반화가 촉진되었고, 1909년 일제에 의해 새 '민적법'의 시행으로 누구나 모두다 법적으로 성과 본을 갖게 되었다. 이로써 성이 없던 사람들이 새 성을 갖게 되자 호적담당 관리나 경찰이 임의로 성을 지어주기도 하고, 노비의 경우는 종전 주인의 성을 따르기도 하였다. 그 결과 자신의 신분을 숨기기 쉬운 인구가 많은 흔한 성씨로 편입되면서, 특정 성씨에 인구가 치중되는 결과를 낳았다.

## 타국의 유사 제도
중국에도 노비제도가 존재하였으며, 중국의 경우 중앙정부 밑에 각 지역마다 봉권제도를 채택했기 때문에 귀족을 제외하고 모든 평민들이 노비와 같은 역할을 하였다. 여러 지역에 귀족들은 영토를 소지하였고 그 영토 내 모든 평민들이 사노비와 같은 역할을 하였다. 즉 귀족들만이 족보를 내세울 수 있었고 중국 평민들은 아무 "족"에도 포함되지 않았다. 봉건제도에 귀족들의 거대 농장에서 평민들은 대대로 노역과 소작농의 의무를 지었고 귀족들이 소유하는 각 지역에서 나온 공물을 중앙정부에 보냈다. 이민족이 중국을 정복하고 나면 평민으로 강등된 한족들도 있었으며 생활방식은 노비와 같았다.
중국에서는 중국 봉건 제도에 "살인멸구"라는 말이 등장했을 정도로 중국 봉건 영주들의 중국 백성들에 대한 횡포는 매우 심각하였다. 중국의 경우 중앙 정권이 존재했지만 대부분의 지역이 소수의 봉건 세력에 의한 봉건 제도로 운영이 되었기 때문에 봉건 영주의 지역에 있는 일반 평민들도 조선시대의 농노비, 사노비와 같은 처지에 몰려 있었다. 현재 많이 유실되고 남아 있는 중국 사서 문헌 기록에서는 중앙정권의 기록만이 대부분이라 중국 각지의 봉건 제도 아래에 놓여 있던 중국인 백성들의 처지에 대해서는 기록이 적은 편이나 남아 있는 백성들에 대한 처우에 대한 기록들을 보면 봉건 제도 아래 당시 대다수의 인구를 차지하고 있던 중국 백성들의 무참한 처지를 알 수가 있다. 중국의 대다수의 인구는 농노비였으며 평민 또한 사노비와 같이 영토 안에서 노역에 종사하였고 대대로 그 신분은 바뀌지 않았기 때문에 중국에선 농민에 의한 반란이 훨씬 많았다. 한반도나 일본의 경우 왕조 지배 체제가 민족의 바뀜이 없이 지속되었기 때문에 토착민 귀족들과 노비들의 수가 유지되었지만 중국의 경우 대량의 공사와 노동에 부역된 노비와 평민의 수가 워낙 많았고 큰 농장 안에 있는 평민들은 사사로히 소유물이 되어 많은 노역에 사용되었다. 중국에는 워낙 많은 수의 노비들이 존재했지만 동북방의 이민족이 지속적으로 황하 지역을 공격하여 한족들을 계속 정복하는 경우가 많았기 때문에 정복된 지역의 한족들은 노비로 계속 추가가 되었다. 즉 워낙 많은 노비 인구에서도 새로이 추가로 노비로 강등되는 황하지역과 황하 이남의 한족들의 수가 매우 많았다. 또한 원래 노비와 노역이 부과되어 노비와 취급이 완전히 같던 중국 평민들이 노비에서 빠져 나오는 일은 없었으며 추가로 노비로 강등되던 한족들도 노비 계급에서 빠져 나오는 일은 대부분 없었다. 중국은 어느 국가들보다 대단히 노비의 규모가 컸을 것으로 학자들은 보고 있다.

## 같이 보기
- 장례원
- 노예
- 천민
- 수봉
- 임복
- 광대
- 기생
- 머슴
- 추노